# Московское Благовещение
Московское Благовещение — икона Богородицы, почитаемая в Русской православной церкви чудотворной. Празднование совершается 25 марта по юлианскому календарю.
Икона находилась в церкви Благовещения на Житном дворе в Московском Кремле. Предание относит икону к категории неруктоворных реликвий. В рукописном сказании начала XVIII века приводится легендарная дата её появления — 1104 год. Другое предание относит появление иконы к периоду правления царя Ивана Грозного. Согласно ему в темнице на Житном дворе сидел невинно осуждённый воевода и был помилован благодаря явившейся на наружной стене башни иконе Благовещения.
В 1730 году по указанию императрицы Анны Иоанновны на Житном дворе была построена каменная церковь в честь Благовещения Пресвятой Богородицы. При строительстве почитаемая икона со стены башни оказалась внутри церкви за правым клиросом. В XVIII—XX веках эта икона была одной из самых почитаемых московских святынь. Иконе приносились многочисленные драгоценные дары-подвески, из которых по указанию императрицы Елизаветы Петровны в 1742 году был сделан серебряный оклад и золотой венец для иконы (утрачены при нашествии французов в 1812 году). В 1816 году для иконы был сделан новый оклад.
По церковным описям XIX века икона представляла собой изображение, выполненное масляными красками по штукатурке, размеры образа 190 на 120 см. В 1891—1892 годы в Благовещенской церкви, в память о спасении семьи императора Александра III во время крушения поезда у станции Борки, в башне, на стене которой был написан образ устроили придел во имя святителя Иоанна Милостивого. В нём на стене поместили изображение явления Богородицы узнику этой башни.
Церковь Благовещения на Житном дворе вместе с её иконой была разрушена в 1932 году.